# Kanton Luzarches
Kanton Luzarches (fr. Canton de Luzarches) byl francouzský kanton v departementu Val-d'Oise v regionu Île-de-France. Tvořilo ho 15 obcí. Zrušen byl po reformě kantonů 2014.

## Obce kantonu
- Bellefontaine
- Châtenay-en-France
- Chaumontel
- Épinay-Champlâtreux
- Fontenay-en-Parisis
- Fosses
- Jagny-sous-Bois
- Lassy
- Le Plessis-Luzarches
- Luzarches
- Mareil-en-France
- Marly-la-Ville
- Puiseux-en-France
- Saint-Witz
- Survilliers
- Villiers-le-Sec